# Cypsiurus
Cypsiurus es un género de aves apodiformes pertenecientes a la familia Apodidae. 

## Especies
Tiene dos especies
- Cypsiurus balasiensis
- Cypsiurus parvus

Tienen un plumaje de color marrón pálido y principalmente largas alas en forma de flecha que se asemejan a una media luna o un boomerang. El cuerpo es delgado, y la cola es larga y bifurcada profundamente, aunque por lo general se mantiene cerrada. Los sexos son similares, y las aves jóvenes difieren de los adultos, principalmente en sus colas más cortas. Tienen patas muy cortas que se utilizan sólo para aferrarse a las superficies verticales, ya que nunca se establecen voluntariamente en el suelo.
Los vencejos pasan la mayor parte de su vida en el aire, y viven en los insectos voladores. Se alimentan cerca de la tierra, y beben en vuelo.